# Otacilia lynx
Otacilia lynx är en spindelart som först beskrevs av Takahide Kamura 1994.  Otacilia lynx ingår i släktet Otacilia och familjen flinkspindlar. Inga underarter finns listade i Catalogue of Life.